# 刘崇远
劉崇遠（?—?），自号金华子。唐朝河南（今属河南洛阳）人。
早年好道術，喜吟咏。唐末爆發黃巢之亂，避居江南，中年后出仕南唐，歷官上饶、晋陵县令，後官文林郎、大理司，後“罢秩归京”。入南漢，任容州都监，又曾任合浦知府，監制鹽鐵發運公務，又任都承務郎、赐紫鱼袋。曾重修宴石寺和静默堂，並建紫阳观。著有《耳目記》二卷、《金華子》三卷。